# 川越鐵道
川越鐵道（日语：／ Kawagoe tetsudō）是曾經存在於明治時代日本埼玉縣的一家私人鐵路企業，運營現在是西武鐵道新宿線和國分寺線的国分寺 - 本川越區間鐵路的私鐵公司。

## 歷史
川越鐵道的營業區間是現在西武鐵道最初開通的部分，1891年川越鐵道獲得鐵路鋪設權，1894年国分寺 - 久米川 (臨時站，非今日久米川站)區間開業，隔年久米川 - 川越 (今日的本川越站)區間開業。當時川越鐵道作為甲武鐵道子公司，設有從川越直通甲武鐵道 (即今日中央本線)至飯田町站的列車。
1906年甲武鐵道被依鐵道國有法收購，川越鐵道原本也計畫收歸國有，但最後未實施。1920年川越鐵道與武藏水電 (經營日後的西武大宮線)合併，隔年又合併西武軌道 (經營日後的杉並線)，1922年武藏水電將鐵道事業讓渡予武藏鐵道，武藏鐵道在接手武藏水電的鐵道事業之後將社名改為「西武鐵道」至今。

## 營運路線
- 川越線：国分寺 - 川越，今日國分寺線国分寺 - 東村山區間，和新宿線東村山 - 本川越區間。